# Val di Noto

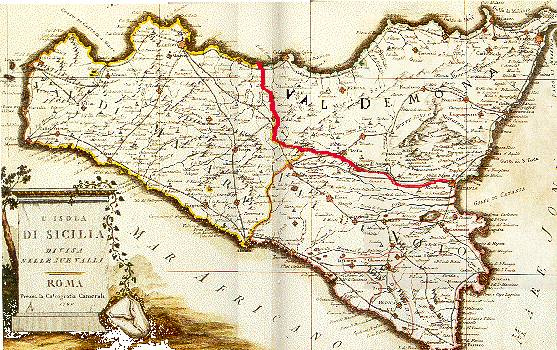
Der Val di Noto (unten rechts) auf einer historischen Karte Siziliens.

Der Val di Noto ist eine historische Verwaltungseinheit im Südosten Siziliens.

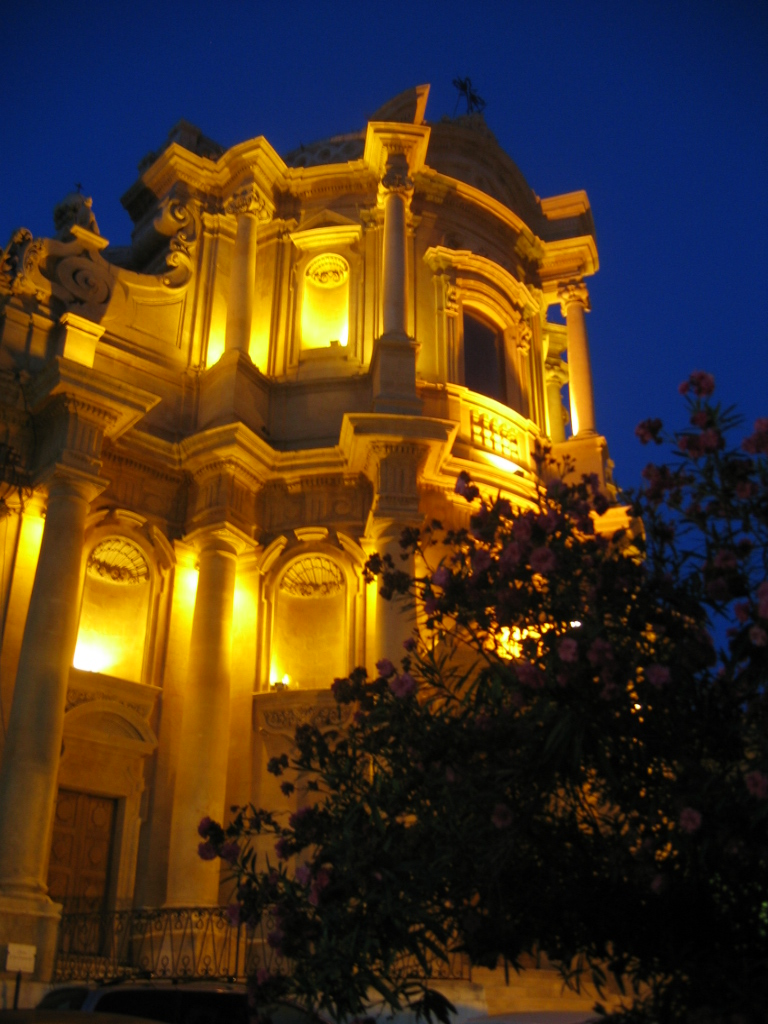
Chiesa di San Domenico in der Stadt Noto, die nach 1693 an anderer Stelle wiederaufgebaut wurde.

Val ist hier nicht Abkürzung von italienisch la valle = das Tal, sondern von il vallo, eine Bezeichnung, die auf die Vorherrschaft der Sarazenen über Sizilien zurückgehen soll, vgl. arabisch wilaya (ولاية) = Verwaltungsbezirk. Das Königreich Sizilien umfasste die drei Verwaltungseinheiten Val di Mazara (Westen), Val Demone (Nordosten) und Val di Noto. Diese blieben bis 1818 bestehen, als eine neue Einteilung in sieben Provinzen durchgeführt wurde.
Der Val di Noto erstreckte sich über das Territorium der heutigen Freien Gemeindekonsortien Ragusa und Syrakus sowie über Teile derjenigen der Metropolitanstadt Catania (ohne Catania selber) sowie der Freien Gemeindekonsortien Enna und Caltanissetta. Die Westgrenze war der Lauf des Flusses Imera Meridionale. 
Der Val di Noto ist durch das zerstörerische Erdbeben auf Sizilien 1693 bekannt und durch das beim Wiederaufbau geschaffene UNESCO-Welterbe Spätbarocke Städte des Val di Noto – eine missverständliche Bezeichnung, da es neben Caltagirone, Militello in Val di Catania, Modica, Noto, Palazzolo Acreide, Ragusa und Scicli auch Catania umfasst.
Koordinaten: 36° 53′ 0″ N, 15° 5′ 0″ O